# Opsonine

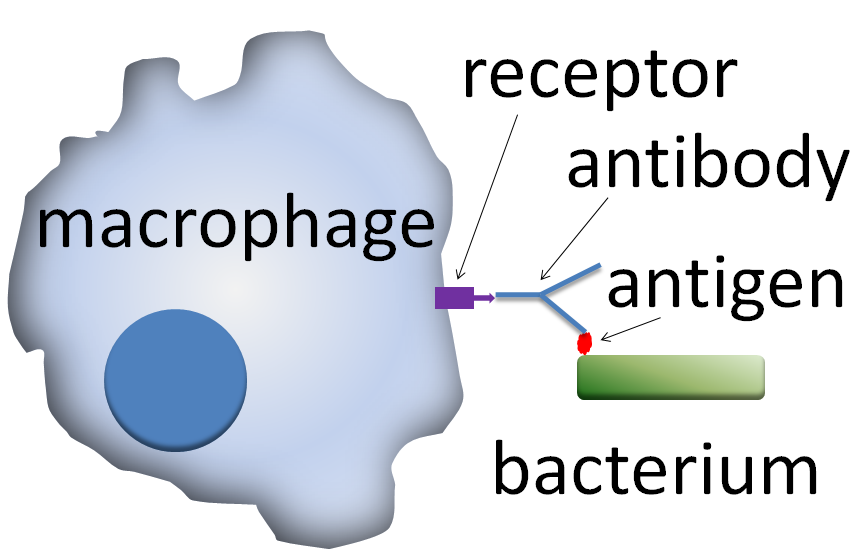
Opsonine

Le terme d'opsonine désigne, en immunologie, toute substance qui se lie à la membrane d'une cellule cible (une bactérie ou une cellule du corps infectée par un agent pathogène) et induit leur phagocytose par des macrophages ou des leucocytes neutrophiles. Les opsonines désignent donc les anticorps et certains fragments du complément qui se lient aux antigènes de surface d'une bactérie pendant l'activation du complément, et favorisent la liaison des récepteurs des macrophages à la surface cellulaire.
Les opsonines sont notamment les 3e et 5e fractions du complément (C3 et C5) et la fraction Fc des immunoglobulines. 